# Adenocalymma apurense
Adenocalymma apurense là một loài thực vật có hoa trong họ Chùm ớt. Loài này được (Kunth) Sandwith mô tả khoa học đầu tiên năm 1938.